# Arachnofobie

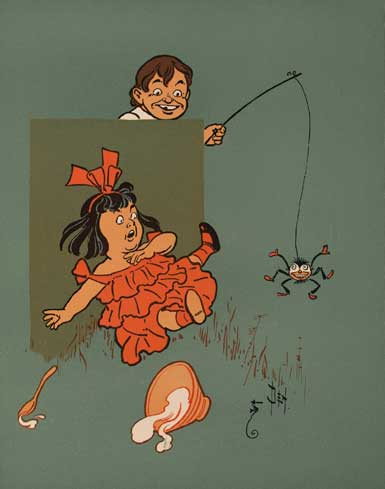
Een illustratie van William Wallace Denslow waarmee arachnofobie of arachnafobie wordt uitgebeeld, afkomstig uit het Amerikaanse kinderversjesboek Denslow's Mother Goose uit 1901

Arachnofobie of spinnenangst is een overmatige en irrationele angst, een specifieke fobie voor spinnen en spinachtigen. Het is waarschijnlijk de meest voorkomende vorm van dierenfobie. Opvallend is dat arachnofobie bij natuurvolkeren aanzienlijk minder voorkomt dan in de westerse samenleving.
De angst kan zich uiten in het mijden van gebieden waar iemand spinnen verwacht tegen te komen, bijvoorbeeld een zolder met veel spinnenwebben, maar ook van vakantiegebieden waar de kans groot is met spinnen geconfronteerd te worden. De rechtstreekse confrontatie met spinnen kan in serieuze gevallen leiden tot ernstige paniekaanvallen.
Voor de omgeving zijn de angsten en paniek niet reëel. Ook de lijder ziet zelf vaak in dat de angst eigenlijk overdreven is. Vaak biedt psychologische begeleiding uitkomst. Afhankelijk van de persoon en de oorzaak van de fobie kan dit gebeuren door directe confrontatie of door de persoon langzaam maar zeker aan spinnen te laten wennen.